# Women's World Cup of Golf
De 'Women's World Cup of Golf' was een landenteam golftoernooi voor damesprofessionals. Het toernooi telde voor de Europese en Amerikaanse Tour.
Het toernooi heeft eenmalig plaatsgevonden van 15-17 september 2000. In 2005 werd het toernooi opnieuw gelanceerd em werd het vroeg in het jaar in Zuid-Afrika gespeeld. Ieder team bestond uit twee speelsters. In 2008 werd besloten het toernooi te verplaatsen naar het einde van het jaar, maar het toernooi werd in 2009 niet meer gespeeld.
Het toernooi bestond uit een ronde foursomes, een ronde betterball en een ronde singles.
| Jaar                         | Baan                                     | Winnaar                      | Speelsters                          | Info                         |
| TSN Ladies World Cup of Golf | TSN Ladies World Cup of Golf             | TSN Ladies World Cup of Golf | TSN Ladies World Cup of Golf        | TSN Ladies World Cup of Golf |
| ---------------------------- | ---------------------------------------- | ---------------------------- | ----------------------------------- | ---------------------------- |
| 2000                         | Adare Manor Hotel & Golf Resort, Ierland | Zweden                       | Carin Koch, Sophie Gustafson        |                              |
| Women's World Cup of Golf    |                                          |                              |                                     |                              |
| 2005                         | Fancourt                                 | Japan                        | Ai Miyazato, Rui Kitada             | 20 teams                     |
| 2006                         | Zweden                                   | Zweden                       | Annika Sörenstam, Liselotte Neumann | BBC                          |
| 2007                         | Gary Player Country Club, Sun City       | Paraguay                     | Julieta Granada, Celeste Troche     | 22 teams,                    |
| 2008                         | Gary Player Country Club, Sun City       | Filipijnen                   | Jennifer Rosales, Dorothy Delasin   | Uitslag                      |